# 荣庆
荣庆（1859年12月31日—1917年4月23日），字质夫，号华卿，一号寿峰，鄂卓尔氏，蒙古正黄旗人，进士出身，清末军机大臣，参与新政。

## 生平
咸丰九年十二月初八日（1859年12月31日），榮慶出生於重慶，名慶，小名曰犍
光绪五年，乡试中举，九年，会试中式。十二年，成进士，同年五月，改翰林院庶吉士。光緒十五年四月，散館，授翰林院編修，充镶蓝旗管学官，后任山东学政。光绪二十八年（1902年），授刑部尚书。命荣庆副张百熙为京师大学堂管学大臣。寻充会试副考官、经济特科阅卷大臣。调礼部尚书，复调户部。光绪二十九年（1903年）拜军机大臣、政务大臣。三十一年（1905年），改学部尚书。三十二年（1906年），充修订官制大臣，退出军机，专理部务。光绪帝逝世，充任丧礼大臣。
宣统元年调礼部尚书。三年，裁礼部，改为弼德院副院长，旋任顾问大臣、德宗实录馆总裁。民国元年（1912年）“壬子兵变”的次日举家迁移天津。先居日租界，后居英租界。民國六年（1917年）三月二十一日（4月23日）病逝于天津，享年五十八岁，谥文恪。有《荣庆日记》。

## 家庭
- 太高祖三音布。妻李氏。
- 高祖七十四。妻刘氏。
- 曾祖海明，健銳營前鋒參領。妻富氏。
- 祖皂升，建威將軍、四川提督。祖母那拉氏（父雲南楚雄協副將、世襲一等子爵興海）。胞兄皂成，健銳營前鋒參領，誥授武功將軍；皂興，鑲白旗漢軍副都統、伊犁領隊大臣，誥授振威將軍。
- 父齊普森泰，重慶鎮總兵，督師犍為。嫡妻佟佳氏（父正白旗满洲、嘉慶己巳恩科翰林、雲南麗江府知府玉綬，祖父湖南巡撫通恩（佟佳氏），祖母葉赫那拉氏；胞姊佟佳氏嫁正黄旗蒙古、嘉慶己卯進士勤果公托克托莫特氏明誼），庶妻生母傅氏。其：
  - 胞兄（荣庆养父）穆金泰。嫡妻黃氏（父印務章京黃常山，胞叔山東兗州鎮總兵黃常春），继妻庫雅勒氏（其父正白旗满洲、湖南衡州協副將嵩山，胞叔道光与咸丰年间廣州將軍勤慤公穆特恩；胞姊庫雅勒氏齡文(自號竹友女史，幼年师从湘军将领、兵部尚书彭玉麟，著有《絮香吟馆小草》一卷，彭玉麟序，清光緒十三年[1887]刻本)，嫁侍衛烏佳氏忠元，其子直隶口北兵备道吉順，孙儿啟光娶妻楊慰洵、即内务府正黄旗汉军、光绪十五年己丑（1889）進士楊鍾羲之女）。
  - 胞兄裕厚，兵部武庫司筆帖式。妻額哲特氏（父正黃旗蒙古長明，祖父柏春；祖伯父署理两广总督柏貴，继妻尚氏（父内务府正白旗汉军、云南开化府知府廣裕，祖父内务府员外郎兼佐领善慶，曾祖熱河總管尚福海，堂姑尚佳氏封道光帝之豫嬪））。
  - 胞姊鄂卓爾氏，嫁正白旗滿洲、貴州貴東兵備道佟佳氏多文（父嘉慶己巳恩科翰林、雲南麗江府知府玉綬）。
- 胞姊鄂卓爾氏，嫁鑲藍旗滿洲赫舍里氏英錀；其父佛寶，姑母赫舍里氏嫁鑲紅旗滿洲、重慶府知府他塔喇氏長敬（父陝甘總督裕泰，子光緒六年進士志锐、光緒九年癸未科進士志鈞 (光緒進士)，侄女光绪帝珍妃）。
- 妻西林覺羅氏（父正紅旗滿洲、四川綏定府知府增貴，祖父浙江嚴州府知府松海；胞姊西林覺羅氏，继配嫁宗室毓彩（父同治六年丁卯科舉人、度支部尚書宗室溥頲，先祖成哲親王永瑆）。
- 儿熙棟。妻愛新覺羅氏（生父系光緒二年（1876年）丙子恩科二甲进士、正蓝旗宗室會章；生母他塔喇氏，镶红旗满洲、禮部侍郎长叙之女、陜甘總督裕泰之孙女；养父光緒九年癸未（1883年）科榜眼、正蓝旗宗室寿耆）。
- 女鄂卓爾氏，嫁镶黄旗蒙古羅壽松（父陕甘总督多羅特氏升允，祖父咸豐癸丑繙譯進士訥仁）。